# Andrew Bowler
Andrew Bowler ist ein Filmemacher und Schauspieler.

## Leben
Bowler studierte bis 1996 an der Tisch School of the Arts der New York University.
Er wurde bei der Oscarverleihung 2012 zusammen mit der Produzentin Gigi Causey für seine Regie des Kurzfilms Time Freak für den Oscar in der Kategorie Bester Kurzfilm nominiert. Diesen Film hatte er zusammen mit seiner Ehefrau Gigi Causey unter Verzicht auf ein Apartment in New York finanziert.
2018 entstand mit Zurück zu dir – Eine zweite Chance für die Liebe Bowlers erster Spielfilm, in dem Asa Butterfield und Sophie Turner die Hauptrollen übernahmen.

## Filmografie
- 1995: The Raven (Kurzfilm, Regisseur und Drehbuch)
- 2002: The Descent of Walter McFea (Regisseur, Schauspieler und Drehbuch)
- 2004: McEnroe (Fernsehserie, Schauspieler und Drehbuch)
- 2009: May the Best Man Win (Schauspieler und Drehbuch)
- 2011: Time Freak (Kurzfilm, Regisseur und Drehbuch)
- 2013: Karen Returns Something to Scott (Kurzfilm, Schauspieler und Drehbuch)
- 2014: Tribute (Kurzfilm, Schauspieler)
- 2018: Zurück zu dir – Eine zweite Chance für die Liebe (Time Freak) (Spielfilm, Regisseur und Drehbuch)